# Жаб'яча гадюка
Жа́б'яча гадю́ка (Causus) — рід отруйних змій родини гадюкових. Включає 6 видів. Інша назва «нічна гадюка». Деякі вчені зараховують цей рід до окремої підродини Causinae.

## Опис
Загальна довжина представників цього роду коливається від 50 см до 1 м. Голова середнього розміру, пласка, трикутна. Вона вкрита великими щитками правильної форми. Шийне перехоплення не виражене. Тулуб щільний, але не товстий. Хвіст короткий. За будовою отруйних іклів схожі з аспідами. Зуби короткі, на передній поверхні неглибокий шов, під яким розташовується канал, по якому проходить отрута.
Забарвлення буре та зелене з різними відтінками. У багатьох є темні плями.

## Розповсюдження
Це ендеміки Африки. Мешкають на південь від пустелі Сахара.

## Спосіб життя
Полюбляють рідколісся, савани. Активні як вночі, так й вдень. Харчуються гризунами та земноводними.
Отрута не становить смертельної небезпеки для людини.
Це яйцекладні змії. Самиці відкладають від 10 до 20 яєць.

## Види
- Causus bilineatus
- Causus defilippii
- Causus lichtensteinii
- Causus maculatus
- Causus resimus
- Causus rhombeatus